# Гожув-Великопольський
Го́жув-Великопо́льський (пол. Gorzów Wielkopolski, нім. Landsberg an der Warthe) — місто на заході Польщі за 53 км від німецького кордону. Розташоване на річці Варта. Один із двох адміністративних центрів Любуського воєводства. Населення — 125 400 осіб.

## Історія
Починаючи з X ст. Вартинський лиман перебував під пануванням полянських племен, а потім Польського королівства. Після розподілу польських земель династією П'ястів західні сусіди втратили на цих територіях свої володіння. В 1248 князівство Сілезія було розділено між синами Генріха II Побожного, і Любуська земля дісталася Болеславу II Рогатці де він у 1249 році віддав у заставу Любуську землю магдебурзькому архієпископу Вільбранду фон Кефернбургу як секулярного володіння, і в підсумку вона потрапила до Бранденбурзького маркграфства. 1373 року місто опинилося під контролем династії Люксембургів, які в 1402 році продали місто разом з Новою Марсією Тевтонському ордену. 1454 року Тевтонський орден продав Нову Марсію Фридерику II Гогенцоллерну. Під управлінням Гогенцоллернів Бранденбург стрімко розвивався і в XVII столітті успадкував Прусське герцогство. Утворена держава Бранденбург-Пруссія була в XVIII столітті перетворена в Прусське королівство.
Маркграфство Бранденбург було ліквідовано разом з архаїчною Священною Римською імперією в 1806 році, проте в 1815 році воно було замінено Прусською провінцією Бранденбург. Керована династією Гогенцоллернів, Пруссія домоглася об'єднання Німеччини в 1871.
12 жовтня 1857 року почалося будівництво залізничної лінії, яка з'єднала Гожув із Кшижем та Костшин-над-Одрою, в 1885—1896 рр. одноколійна лінія була прокладена до Дабровки.
1 квітня 1881 року Берлін вийшов з провінційного союзу з Бранденбургом і отримав права провінції. Провінція Бранденбург поділялась на адміністративні округи Франкфурт і Потсдам, в яких у свою чергу виділялися міські і сільські повіти. У 1892 року Гожув став повітовим містом (нім. Stadtkreis) у складі Франкфуртського регентства, провінції Бранденбург. 1920 року деякі території провінції Бранденбург увійшли до складу нового Великого Берліна. Після ліквідації в 1938 році провінції Позен-Західна Пруссія до провінції Бранденбург були включені повіти Шверін-на-Варті, Мезеріц і частково Бомст, а Бранденбург відповідно передав провінції Померанія повіти Фрідеберг і Арнсвальде. З 21 березня 1939 року провінція носила офіційну назву «Марка Бранденбург».
По закінченні Другої світової війни гарнізон вермахту відійшов до міста Костшин-над-Одрою та зірвав обидва мости до Ґожува. 30 січня 1945 року до міста увійшла червона армія, яка спалила Старе місто та кілька тисяч німецьких жінок були зґвалтовані. Одразу після захоплення міста було створено спеціальний табір НКВС, до якого направлялися не лише німецькі військовополонені, але й військові опозиційних сил Польщі.
Відповідно до рішень Потсдамської конференції 1945 року східна частина Бранденбурга по лінії Одер — Нейсе була передана Польщі. У березні місто отримало назву Ґожув-над-Вартою (пол. Gorzów nad Wartą), згодом місто отримало назву Ґожув-Великопольський. Першим військовим комендантом міста був радянський полковник Йосип Драгун, який утримував владу до 26 березня 1945 року, а потім передав його польській адміністрації — першому меру міста Петру Висоцькому. В той же час у Ґожуві була створена делегація Познанського воєводства (1945—1950) для забезпечення порядку польської адміністрації на західному кордоні. Німецьке населення, яке не виїхало з міста до прибуття військ 1-го Білоруського фронту, було переселено в радянську окупаційну зону Німеччини. Велика кількість поляків було переселено в Ґожув зі східних прикордонних територій.
З 1950 року місто належало до новоутвореного Зеленогурського воєводства. Наприкінці 1960-х років Ґожув почав динамічно розвиватися. У 1970-х роках були створені перші державні вищі навчальні заклади. 1975 року місто стало столицею новоствореного Ґожувського воєводства. У 1980-х роках була побудована сучасна міська лікарня.
На початку 80-х занепад економіки країни, викликаний волюнтаристською політикою гереківського керівництва, диспропорції матеріального виробництва, загострення соціальних проблем, втрата молодими поколінням віри в «соціалістичні ідеали» привели Польщу до глибокої соціально-економічної та політичної кризи. З літа 1978 р. в різних районах Польщі стали виникати Комітети селянської самооборони, які виступили на захист інтересів селянських господарств, за реформу податкової системи та розвиток самоврядування. Після введення воєнного стану 13 грудня 1981 року в Ґожуві почали відбуватися страйки на найбільших промислових підприємствах: «ZWCh Stilon», «Silwana», «ZM Ursus», «ZREMB». 16 грудня 1981 року після жорстокої розправи ЗОМО над страйкарями в Урсулі, в Ґожуві почала діяти незалежна професійна спілка робітників «Солідарність». Першим демократично обраним головою Ґожувського регіону був обраний Едуард Боровський, що залишався на посаді до 4 серпня 1987 року. 1982 року почалося видання бюлетеня «Фенікс». Цього ж року у місті було створено Молодіжний рух опору (MRO), який об'єднав антикомуністичну молодь середніх шкіл у Ґожуві. 31 серпня 1982 року, на другу річницю підписання серпневих угод, у центрі міста пройшли демонстрації «Солідарності». 1983 року замість MRO було створено організацію Незалежного молодіжного руху (RMN). Першим головою RMN було Марек Русакевич. У 1983—1989 рр. RMN випустив власний підпільний журнал «Szaniec» та поширював серед учнів старших класів.
Після перемоги над комуністичним режимом 1990-ті роки почався динамічний розвиток приватного сектора та з'явилося перше іноземне інвестування об'єктів. З 1999 року Ґожув став частиною Любушського воєводства.
1 грудня 2014 року, після майже 17-літнього перебуванні на посаді мера міста Тадеуша Єджежака, було переобрано і новим мером міста став Яцек Войцицькі.

## Навколишнє середовище
Ґожув-Велькопольський — так само, як і Рим, розташований на семи пагорбах. В області Гожува можна побачити дві річкові тераси, в межах яких розташовані численні стариці. Правобережна частина Гожува лежить на сильно гофрованому північному краю з співвідношенням висот від 23,0 до 82,0 метрів. Лівобережна низина має висоту в 19 м, містить у собі плоску річкову терасу, та перетинає Ґожувський водний канал.

### Місцева зелень
Місто має 9 парків загальною площею 138,3 га (у тому числі Слов'янський, Семирадський, Коперника, Весни Націй, 750-річчя ізоляції) і 141 сквер, що займають загальну площу близько 120,5 га, та оточують територію навколо площ, будівель і кутів вулиць. Всі парки міського відкритого простору та зони зелених насаджень в центрі займають загальну площу 342,7 га. Ліси в цьому районі складаються головним чином з сосни з домішками листяних дерев

### Охорона природи
На території міста знаходиться природний заповідник Гожувські Мурави для охорони ксеротермічної рослинності.

### Клімат
У Гожуві-Великопольському панує помірний клімат, перехідний, з переважним впливом Балтійського моря. Річні опади складають 540 мм.
| Місяць                                | Січ. | Лют | Бер | Кві | Тра | Чер | Лип | Сер | Вер | Жов | Лист | Груд | Річна |
| Рекорди максимальної температури [°C] | 10   | 12  | 17  | 28  | 30  | 32  | 33  | 35  | 30  | 25  | 16   | 15   | 35    |
| Середня температура в день [°C]       | 0    | 1   | 6   | 15  | 16  | 21  | 22  | 22  | 18  | 13  | 6    | 0    | 12    |
| Середні добові температури [°C]       | -2   | 0   | 2   | 9   | 11  | 16  | 17  | 17  | 13  | 9   | 4    | -1   | 8     |
| Середня температура в нічний час [°C] | -4   | -2  | -1  | 4   | 7   | 11  | 12  | 12  | 9   | 9   | 2    | -3   | 4     |
| Рекорди мінімальної температури [°C]  | -23  | -23 | -17 | -3  | -2  | 2   | 7   | 7   | 2   | -1  | -7   | -18  | -23   |
| ------------------------------------- | ---- | --- | --- | --- | --- | --- | --- | --- | --- | --- | ---- | ---- | ----- |
| Опади [мм]                            | 40   | 30  | 20  | 30  | 60  | 60  | 50  | 50  | 50  | 30  | 40   | 20   | 540   |
| Середня кількість дощових днів        | 5    | 4   | 3   | 5   | 8   | 6   | 7   | 6   | 6   | 4   | 7    | 4    | 69    |
| Вологість [%]                         | 87   | 87  | 78  | 74  | 79  | 72  | 75  | 79  | 81  | 88  | 91   | 91   | 82    |

## Інфраструктура і транспорт

### Громадський транспорт
Громадський транспорт в місті підтримується автобусами на 41 денних ліній і 3 нічних, працює 3 лінії трамвая. Перевезення на замовлення Департаменту Транспорту і Адміністрації Міста Гожува-Велькопольського виконує Міський департамент зв'язку.
Стан рухомого складу автобусного парку МЗК (Міський заклад комунікації) один з найкращих у країні — всі автобуси є транспортними засобами зі зниженою підлогою, які складаються в основному з автобусів Solaris Urbino 12 і MAN NL 2x2. 2011 року було придбано 11 нових автобусів MAN lion's City NL283, а в 2014 році було придбано 6 вживаних і 15 нових автобусів MAN lion's City LL NL313-15. 2014 року запланована заміна застарілих трамваїв, котрі вже у використанні близько 50 років, котра ще триває.
Громадський транспорт працює щодня, як на території міста, так і сусідніх муніципальних утворень. З 2011 року всі автобуси і трамваї обладнані автоматами для продажу квитків. Докуплено було також кілька автобусів з низькою підлогою, завод встановив нові знаки зупинки. У лютому 2013 року громадський транспорт обслуговували 36 денних автобусних маршрутів, 3 трамвайні лінії, а також 5 нічних автобусних маршрутів.
У місті є 3 трамвайні лінії: Віепшиця — Сильвана, Віепшиця — П'яскі, П'яскі– Сильвана. Крім того, призупинено 2 лінії: 4 (Гожув-Великопольский головна — Сильвана) і 5 (Гожув-Великопольский головну — П'яскі).

### Дорожній транспорт
В межах міста перетинаються такі дороги:
- швидкісна S3 E65, де фрагмент являє собою кільцеву дорогу міста.
- національна дорога № 22 (Костшин-над-Одрою — Гожув Влкп. — Валч– Ельблонг — Кжехотки).
- У місті починаються також 4 провінційні дороги:
- дорога обласна № 132 в Костшин-над-Одрою,
- дорога обласна № 151 до Хощна,
- дорога № 158 до Дрезденка,
- дорога обласна, № 130 до Дембно.

### Залізничний транспорт
Місто отримав перший виклик на поїзд, 12 жовтня 1857 року 102,4 км декількох кроках від цікавих пам'яток лінії Krzyż Wlkp. — Gorzów Wlkp. — Kostrzyn nad Odrą. Ще одним з'єднанням, побудованому у 1885—1896 роки була 67,6 км одноколійної лінії Dąbrówka Wlkp. — Gorzów Wlkp.
В даний час через місто проходять 2 діючі залізничні лінії:
- залізнична лінія № 203 (Берлін — Костшин-над-Одрою — Гожув-Велькопольский. — Піла — Тчев), яка завдяки в Krzyżu Wlkp з'єднує місто з Щецинем і Познанем,
- залізнична лінія № 367 в напрямку до Збоншиня.

Крім того, на території міста проходить залізнична лінія № 415 до міста Мислібужа.
На території міста розташовані залізничні станції і зупинки:
- Gorzów Wielkopolski
- Gorzów Wielkopolski Karnin
- Gorzów Wielkopolski Wieprzyce
- Gorzów Wielkopolski Zamoście
- Gorzów Wielkopolski Zieleniec
- Gorzów Wielkopolski Wschodni
- Gorzów Wielkopolski Chróścik на покинутій лінії для Myśliborza

Місто є штаб-квартирою компанії виробничих і сервісних підприємств, пов'язаних із залізничним транспортом, в тому числі Гожув-Вагони, що займається ремонтом та реставрацією вагонів.

### Повітряний транспорт
Місто не має власного аеропорту. При крайовій лікарні перебуває освітлена злітно-посадкова смуга для вертольотів, яка була замінена на нову злітно-посадкову смугу. Будівництво її почалося в 2013 році, а в 2014 здано для використання. Була запланована споруда бази санітарної авіації та аеропорт аероклубу в підгожувських Войцєжичах, але окружний адміністративний суд скасував рішення муніципалітету Клодава про внесення змін в план землекористування і забудови під аеропорт.
В околицях міста знаходиться база авіації Державних Лісів в Ліпках Великих, а також приватний аеропорт.

### Внутрішній водний транспорт
В місті є невеликий порт, річковий Порт-Ґожув-на річці Варті на трасі міжнародного водного шляху Е-70, проте значення водного транспорту в даний час дуже низьке. У місті також працює річкова верф та Асоціація Водників Гожувських «Куниця», що піклується про історичну пам'ять льодоламача «Куниця» (з однойменною назвою) і капітальний ремонт буксира «Баклан».

### Мости
У місті знаходяться 4 мости над річкою Варта:
- міст, Староміський,
- міст Любський,
- міст Залізний (вокзал),
- міст в Вєпжичах.

Над Каналом Скидання місто має 3 мости: Міст Старий міст Траси Надвартяньської і залізничний міст.
Крім того, місто має 10 мостів над річкою Клодавка і містки для пішоходів.

## Освіта
У місті знаходиться Академія ім. Якуба з Парадижу.

## Спорт і відпочинок
2016 року в преміум-класі лігу виникають AZS PWSZ і мотогонщика СК «Сталь».
У місті знаходяться такі спортивні об'єкти: Стадіон ім. Едуарда Янчажа (спідвей стадіон команди СК «Сталь»), Стадіон " спортивного центру (стадіон для гри у футбол використовується командами ZKS «Stilonu» і ZTKKF Stilonu), футбольний Стадіон на вул. Красінскі (використовується командою КП Варта), Зал PWSZ (критий спортивний зал, в якому проходять, перш за все, ігри у баскетбол), Зал ZSTiO (критий спортивний зал, в якому проходять, перш усього ігрового процесу Росії), Зал СС № 20 (критий спортивний зал, в якому відбуваються, передусім, ігри гандбол), Спортивно-Реабілітаційні Слов'янка (до складу якого входять: плавальний басейн олімпійських розмірів — 50 м x 25 м з 10 доріжками глибиною 2 м використовується для MKP Слов'янка, басейн рекреаційний, 5 тенісних кортів з поверхні цегляної і криті ковзанки розміри — 24 м х 48м), причали на байдарках клубів: MKKS, KS AZS-АВФ і KS Admira і поле для гольфу «Висновок».

## Пам'ятки
- Катедральний костел Внебовзяття Пресвятої Діви Марії; у храмі є ікона «Внебовзяття Пресвятої Діви Марії», що була на «засувці» головного вівтаря костелу Внебовзяття Пресвятої Діви Марії в Бучачі та яку перевезли етнічні поляки з Галичини під час їхньої репатріації після Другої світової.[17]

## Демографія
Демографічна структура станом на 31 березня 2011 року:
|          | Загалом | Допрацездатний вік | Працездатний вік | Постпрацездатний вік |
| -------- | ------- | ------------------ | ---------------- | -------------------- |
| Чоловіки | 59390   | 10954              | 42498            | 5938                 |
| Жінки    | 65144   | 10146              | 40050            | 14948                |
| Разом    | 124534  | 21100              | 82548            | 20886                |

## Відомі люди
- В місті народилася Кріста Вольф (1929—2011) — німецька письменниця.
- В місті помер і похований Карл Тейке (1864—1922) — німецький композитор.
- Поховані Михайлюк Омелян Йосипович (1919—1945) і Коновалов Павло Васильович (1908—1945) — Герої Радянського Союзу.

## Міста-партнери
- Франкфурт-на-Одері — Німеччина (1975)
- Герфорд — Німеччина (1995)
- Еберсвальде — Німеччина (2001)
- Кава-де'-Тіррені — Італія (1992)
- Терамо — Італія (1996)
- Єнчопінг — Швеція (2001)
- Суми — Україна

## Галерея

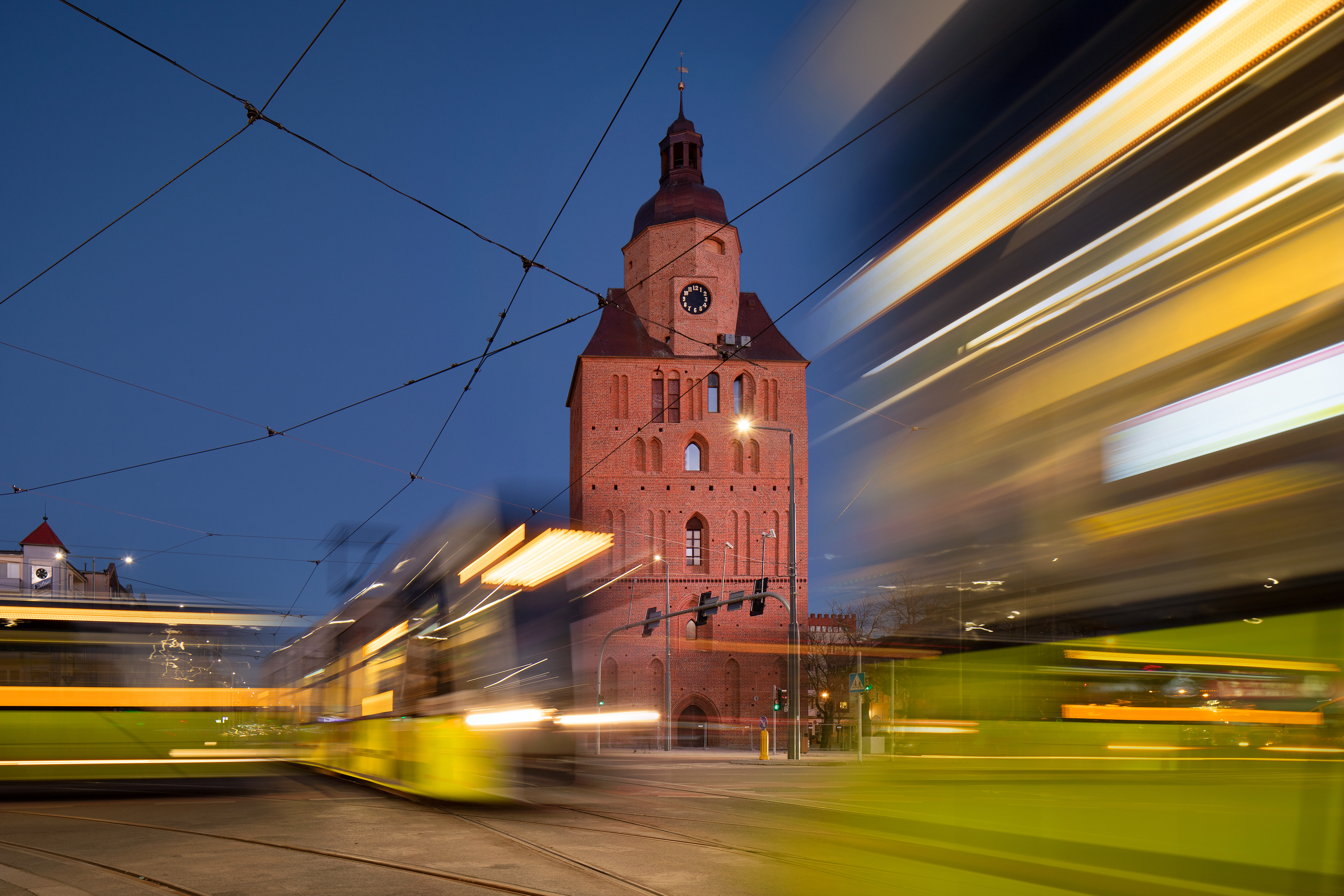
Катедра РКЦ
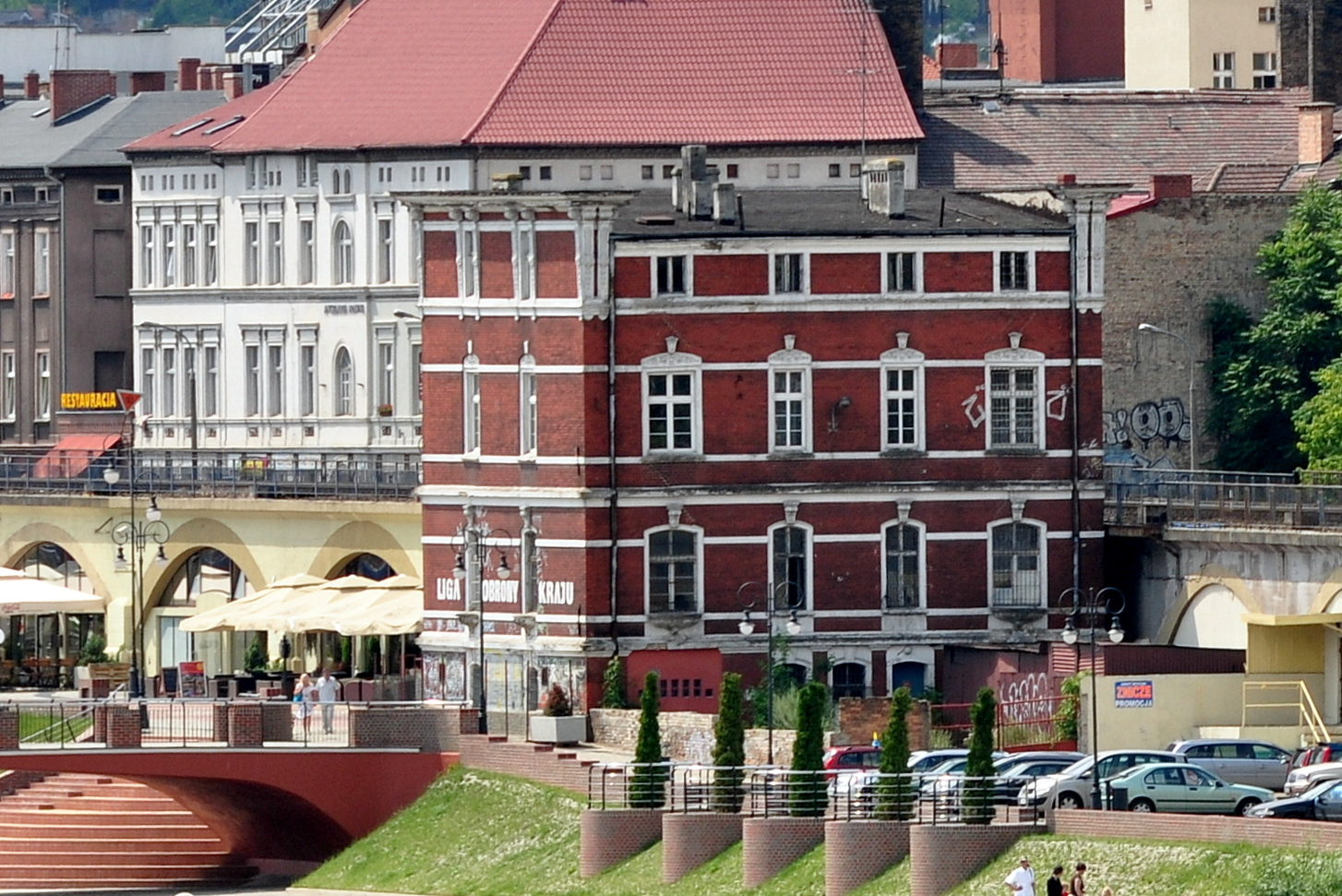
Набережна
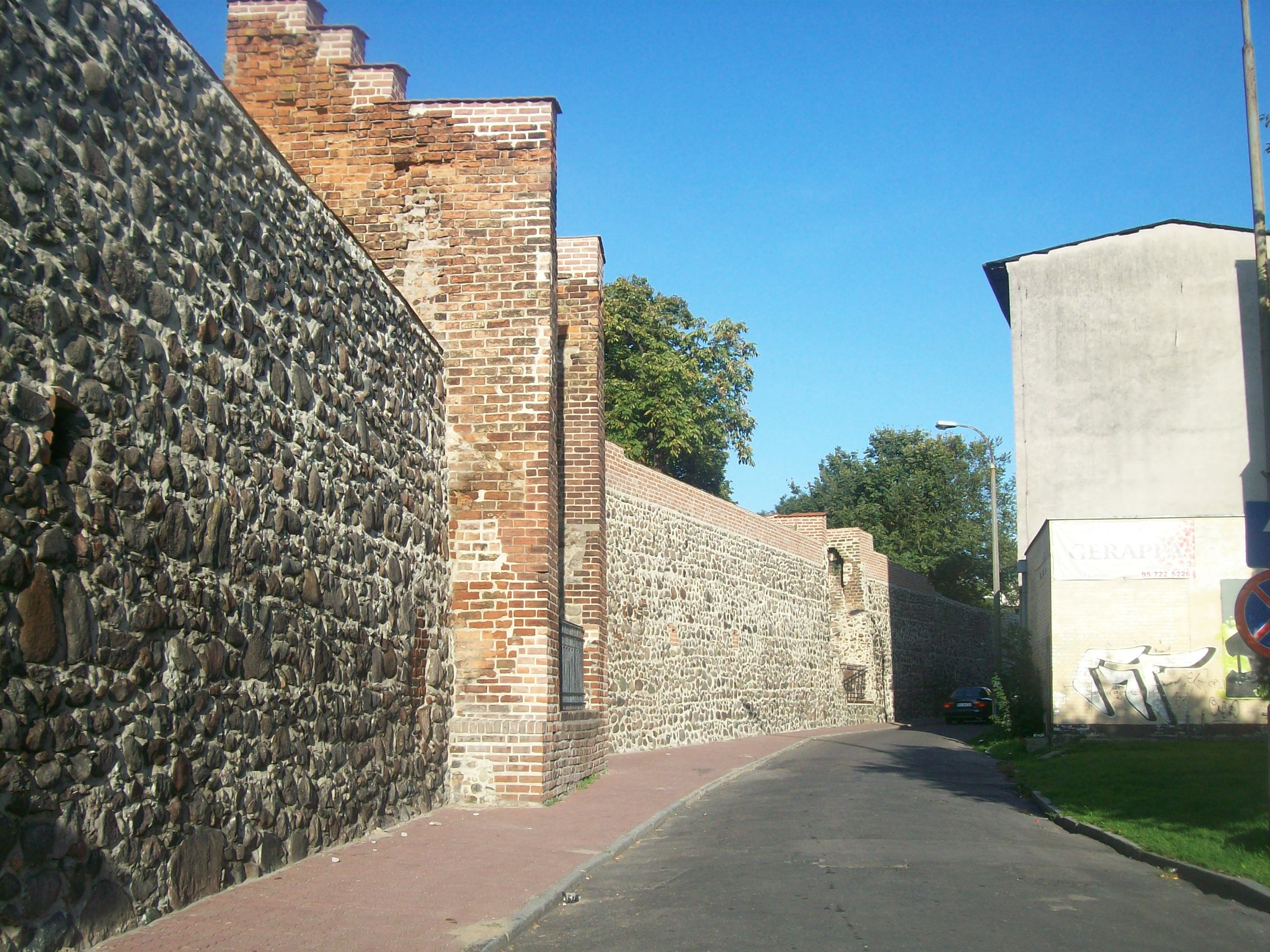
Оборонні мури
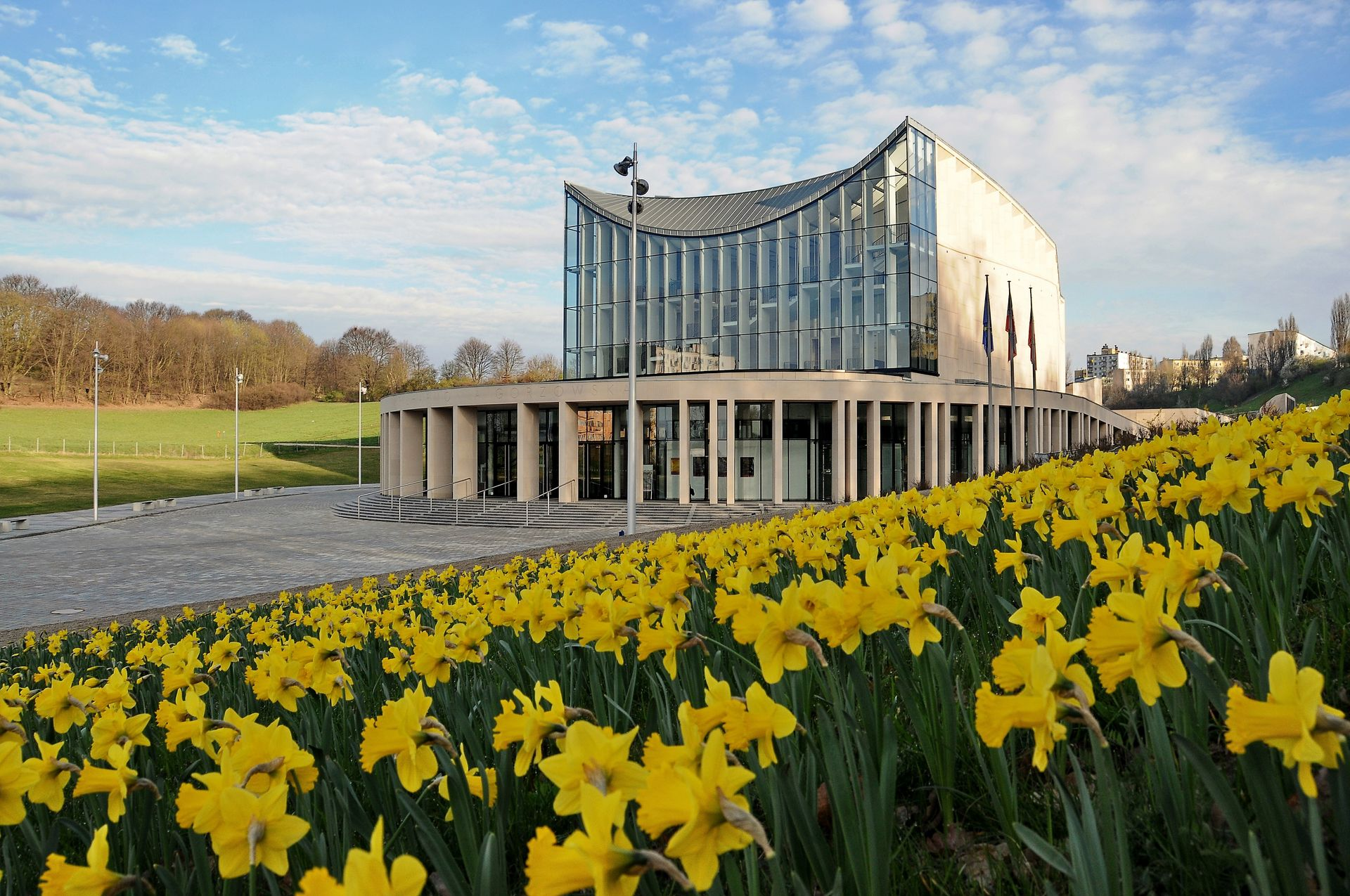
Філармонія
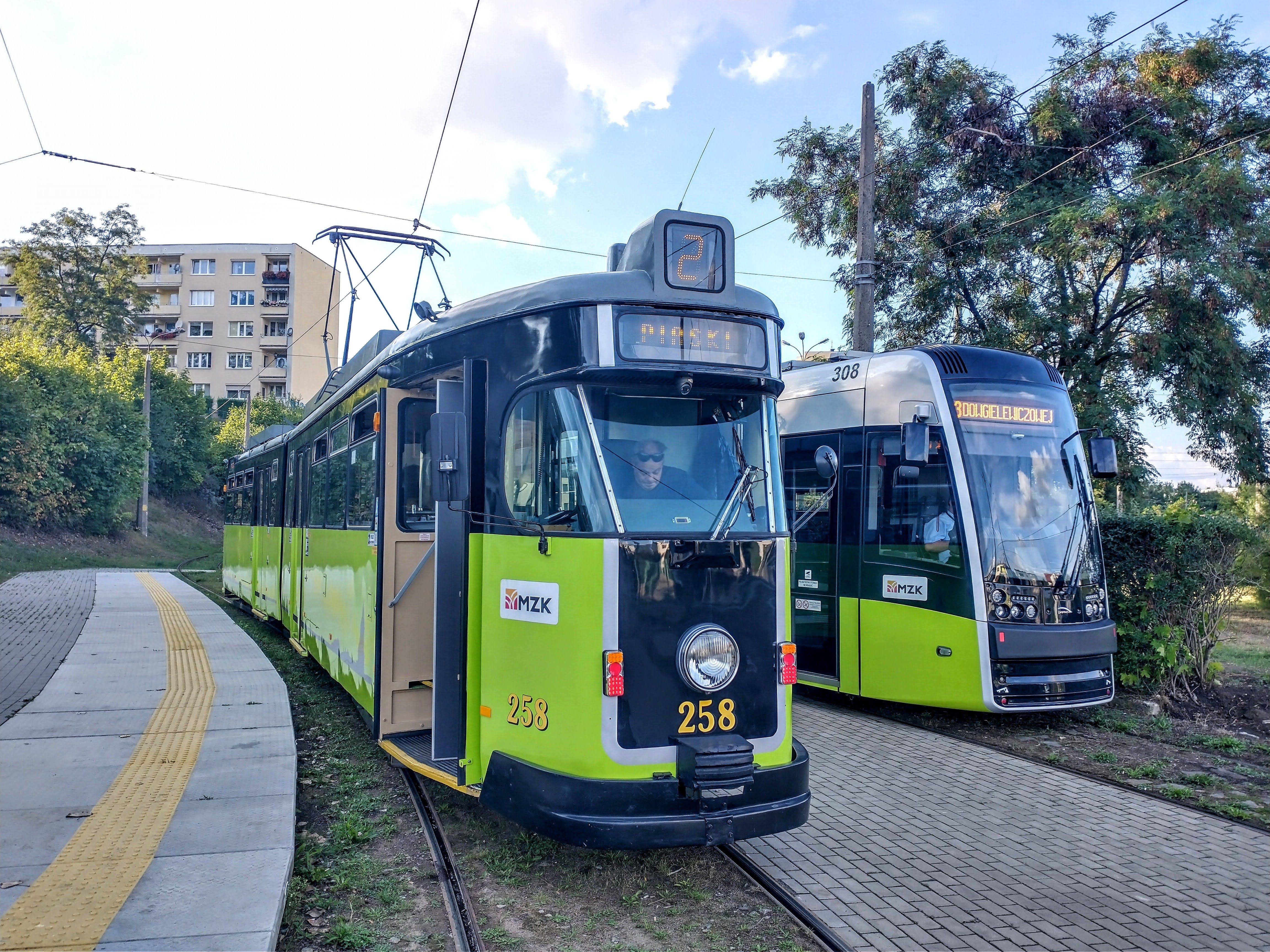
Трамваї